# Impero sātavāhana
I Sātavāhana (in marathi सातवाहन; in telugu శాతవాహనులు, Śātavāhanulu) furono una dinastia che si stabilì tra Junnar (Pune), Prathisthan (Paithan) nel Maharashtra e Amaravati (Dharanikota) in Andhra Pradesh nelle regioni centro-meridionali dell'India dal 230 a.C. circa in poi. Anche se è ancora aperta la disputa sull'effettiva fine della dinastia, si stima fosse durata circa 450 anni, fino al circa 220 d.C. I Sātavāhana riportarono la pace nel paese, resistendo all'assalto di potenze straniere dopo il declino dell'Impero maurya.
I vicini più potenti, oltre l'Impero Maurya, erano i re Śuṅga (185-73 a.C.) nell'India settentrionale, i Kalinga in Orissa, che avevano ripreso forza sotto Kharavela, e le Satrapie Occidentali (dal 139 a.C.) nelle zone di confine del nord-ovest. Il sud era condiviso dai re attribuiti ai Tamil, ad esempio Chola e Pandya.

## Storia
A quanto pare, i Sātavāhana si erano già sottratti dal dominio di Aśoka, dato che nel loro territorio sono presenti pochi o nessuno dei suoi editti. Poco dopo la morte di Aśoka, si diffusero nel Deccan sotto i re Simuka (230-207 a.C. circa) e Kanha/Krishna (207-189 a.C. circa), anche se la loro maggiore importanza all'epoca è oggi messa in dubbio.
Intorno al 180 a.C., il re Satakarni (189-178 a.C. circa) respinse l'esercito del primo re Śuṅga, Puṣyamitra Śuṅga (185-151 a.C. circa), e pare abbia conquistato anche Ujjain. Satakarni, invece, dovette vedersela con il re di Kalinga Kharavela (dal 183 a.C.), che sembrava avanzare senza ostacoli nel suo regno.
Intorno al 28 a.C., i Sātavāhana eliminarono la dinastia Kanva, che aveva avuto vita breve e che aveva seguito la dinastia Śuṅga, relegando così Magadha a un territorio periferico.
Nel II secolo d.C., il territorio dei Sātavāhana nell'area iniziale del Maharashtra si dissolse ma aumentò la loro importanza nell'Andhra Pradesh aumentò. In particolare, i Sātavāhana entrarono in conflitto con i cosiddettiKshatrapa, noti come i sovrani delle Satrapie Occidentali, che, come vassalli dei Kushana, avevano occupato alcune zone dell'India nordoccidentale. Il re Shatavahana Gautamiputra Satakarni (ca. 106-130) sconfisse intorno al 120/25 i sovrani delle Satrapie Occidentali, ma subito dopo il re Rudradaman I (ca. 130-150) ripristinò ad Ujjian il prestigio della propria dinastia.
Dopo il regno del re Sri Yajna Satakarni (170-199 ca.), l'impero si disintegrò in diversi principati feudali all'inizio e alla metà del III secolo, di cui i Vakataka furono la dinastia successore più forte nel periodo Gupta alla fine del IV secolo. Inoltre, fra questi principati vanno menzionati i primi Pallava.

## Cultura
I Sātavāhana erano probabilmente matrilineari e quindi pre-ariani, almeno così si deduce dai loro nomi reali come Gautamiputra - cioè "figlio di Gautami". Tuttavia, promossero il sanscrito e quindi la cultura dell'India settentrionale, nonché i buddisti e i bramini con generose dotazioni. Coniarono monete, tra cui la prima nell'India meridionale con il ritratto del sovrano Gautamiputra Sātakarni (106-130). Il loro impero era diviso in distretti simili a quelli dell'impero maurya, amministrati da alti funzionari e protetti da piccole guarnigioni in aperta campagna. I Sātavāhana, tuttavia, lasciarono un alto grado di autogoverno ai principi nativi, così come alle città e alle loro corporazioni commerciali. C'erano banche che concedevano prestiti a interesse.
L'India meridionale era un centro del commercio mondiale nel I e II secolo. Spezie, profumi, pietre preziose, avorio, seta, legni pregiati, zucchero e animali selvatici si spingevano fino alla Roma imperiale, e tornavano schiavi, strumenti musicali, vetro, vino, rame e soprattutto monete d'oro.

## Lista dei sovrani

### Cronologia di Prabha Ray
Questa è la cronologia di Prabha Ray, basata sulle prove archeologiche e numismatiche.
- Simuka (pre-100 a.C.)
- Kanha (100–70 a.C.)
- Satakarni I (70–60 a.C.)
- Satakarni II (50–25 a.C.)
- Interregno delle satrapie occidentali con re Satavahana vassalli tra cui Hāla
  - Nahapana (54-100 d.C.)
- Gautamiputra Satakarni (86–110 d.C.)
- Pulumavi (110–138 d.C.)
- Vashishtiputra Satakarni (138–145 d.C.)
- Shiva Shri Pulumavi (145–152 d.C.)
- Shiva Skanda Satakarni (145–152 d.C.)
- Yajna Shri Satakarni (152–181 d.C.)
- Vijaya Satakarni
- Regional rulers of south-eastern Deccan:[2]
  - Chandra Shri
  - Pulumavi II
  - Abhira Isvarasena
  - Madhariputra Sakasena
  - Haritiputra Satakarni

### Cronologia puranica
| #  | Sovrano                      | Monete | Epigrafia | Bhāgavata | Brahmanda | Matsya | Vāyu | Viṣṇu | Regno (anni) | Nomi e regni alternativi                                                                                       |
| -- | ---------------------------- | ------ | --------- | --------- | --------- | ------ | ---- | ----- | ------------ | --- |
| 1  | Simuka                       | ✓      | ✓         | ✓         | ✓         | ✓      | ✓    | ✓     | 23           | Śiśuka (Matsya), Sindhuka (Vayu), Śipraka (Viṣṇu), Chhismaka (Brahmanda)                                       |
| 2  | Kṛṣṇa (Kanha)                | ✓      | ✓         | ✓         | ✓         | ✓      | ✓    | ✓     | 18           | |
| 3  | Śatakarṇi I                  | ✓      | ✓         | ✓         | ✓         | ✓      | ✓    | ✓     | 10           | Śantakarṇa (Bhāgavata), Mallakarni - 10 o 18 anni (Matsya), Śri Śatakarṇi (Viṣṇu)                              |
| 4  | Pūrṇotsanga                  |        |           | ✓         | ✓         | ✓      |      | ✓     | 18           | Paurṇamāsa (Bhāgavata)                                                                                         |
| 5  | Skandastambhi                |        |           |           | ✓         | ✓      |      |       | 18           | Śrivasvani (Matsya)                                                                                            |
| 6  | Śatakarṇi II                 | ✓      | ✓         | ✓         | ✓         | ✓      | ✓    | ✓     | 56           | |
| 7  | Lambodara                    |        |           | ✓         | ✓         | ✓      |      | ✓     | 18           | |
| 8  | Āpīlaka                      | ✓      |           | ✓         | ✓         | ✓      | ✓    | ✓     | 12           | Apītaka (Matsya), Ivīlaka (Viṣṇu), Hivilaka (Bhāgavata)                                                        |
| 9  | Meghasvāti                   | ✓      |           | ✓         | ✓         | ✓      |      | ✓     | 18           | Saudāsa (Brahmanda)                                                                                            |
| 10 | Svāti (Śatakarṇi)            |        |           | ✓         | ✓         | ✓      |      | ✓     | 12           | |
| 11 | Skandasvāti                  |        |           |           | ✓         | ✓      |      |       | 7            | Skandasvati - 28 anni (Brahmanda)                                                                              |
| 12 | Mṛgendra-Svātikarṇa          |        |           |           | ✓         | ✓      |      |       | 3            | Mahendra Śatakarṇi (Brahmanda)                                                                                 |
| 13 | Kuntala-Svātikarṇa           |        |           |           | ✓         | ✓      |      |       | 8            | |
| 14 | Svātikarṇa                   |        |           |           | ✓         | ✓      |      |       | 1            | |
| 15 | Pulomavi I                   | ✓      |           | ✓         |           | ✓      | ✓    | ✓     | 24           | Pulomavi - 36 years (Matsya), Aṭamāna (Bhāgavata), Paṭimavi (Vayu), Paṭumat (Viṣṇu), Ābhi - Brahmanda          |
| 16 | Gaurakṛṣṇa                   |        |           | ✓         |           | ✓      | ✓    | ✓     | 25           | Gorakśāśvaśri (Matsya), Nemi Kṛṣṇa (Vayu), Arishṭakarman (Viṣṇu)                                               |
| 17 | Hāla                         |        |           | ✓         |           | ✓      | ✓    | ✓     | 5            | Hāleya (Bhāgavata); 1 anno in un manoscritto                                                                   |
| 18 | Mandalaka                    |        |           | ✓         | ✓         | ✓      | ✓    | ✓     | 5            | Talaka (Bhāgavata), Saptaka (Vayu), Pattalaka (Viṣṇu), Bhavaka (Brahmanda)                                     |
| 19 | Purindrasena                 |        |           | ✓         | ✓         | ✓      | ✓    | ✓     | 5            | Purīṣabhiru (Bhāgavata), Purikaṣena - 21 anni (Vayu), Pravillasena (Viṣṇu), Pravillasena - 12 anni (Brahmanda) |
| 20 | Sundara Śatakarṇi            |        |           | ✓         | ✓         | ✓      | ✓    | ✓     | 1            | Sundara Svatikarṇa (Matsya), Sunandana (Bhāgavata)                                                             |
| 21 | Cakora Śatakarṇi (Chakora)   |        |           | ✓         | ✓         | ✓      | ✓    | ✓     | 0.5          | |
| 22 | Śivasvāti                    |        |           | ✓         | ✓         | ✓      | ✓    | ✓     | 28           | Svātisena - 1 anno (Brahmanda), Śivasvāmi (Vayu)                                                               |
| 23 | Gautamīputra                 | ✓      | ✓         | ✓         | ✓         | ✓      | ✓    | ✓     | 21           | Yantramati - 34 anni (Brahmanda), Gotamīputra (Bhāgavata e Viṣṇu); 24 anni secondo le iscrizioni               |
| 24 | Pulomavi II (Vashishtiputra) | ✓      | ✓         | ✓         |           | ✓      |      | ✓     | 28           | Purīmān (Bhāgavata), Pulomat (Matsya), Pulimat (Viṣṇu). Vedi anche: Vashishtiputra Satakarni.                  |
| 25 | Śivaśri                      | ✓      | ✓         | ✓         | ✓         | ✓      |      | ✓     | 7            | Madaśirā (Bhāgavata)                                                                                           |
| 26 | Śivaskanda Śatakarṇi         | ✓      | ✓         | ✓         | ✓         | ✓      |      | ✓     | 7            | |
| 27 | Yajñaśri                     | ✓      | ✓         | ✓         | ✓         | ✓      | ✓    | ✓     | 29           | Yajñaśri Śatakarṇi - 19 anni (Brahmanda), Yajñaśri - 9, 20 o 29 anni (Matsya)                                  |
| 28 | Vijaya                       | ✓      | ✓         | ✓         |           | ✓      | ✓    | ✓     | 6            | |
| 29 | Candraśri (Chandrashri)      | ✓      | ✓         | ✓         | ✓         | ✓      | ✓    | ✓     | 3            | Candravijaya (Bhāgavata), Daṇḍaśri (Brahmanda e Vayu), Vada-Śri o Candra-Śri-Śatakarṇi - 10 anni (Matsya)      |
| 30 | Pulomavi III                 | ✓      | ✓         | ✓         | ✓         | ✓      | ✓    | ✓     | 7            | Sulomadhi (Bhāgavata), Pulomavit (Matsya), Pulomarchis (Viṣṇu)                                                 |